# Казырский, Олег Лаврентьевич
Казырский Олег Лаврентьевич — российский металлург, лауреат Государственной премии СССР.

## Биография
Родился 6 октября 1927 года в Томске.
Закончил Кузнецкий металлургический техникум в 1949 году. В 1952 году законил Сибирский металлургический институт по специальности «Обработка металлов давлением».
10 лет работал на Кулебакском металлургическом заводе.
C 1964 по 2001 годы работал на ЗСМК, в т. ч. начальником производственного отделов в 1974—1979, начальником технического отдела в 1979—1989 году. С 1980 года главный инженер ЗСМК. С рабочими командировками посетил страны Европы. С 1985 по 1988 — в длительной командировке на Искендерунском металлургическом комбинате в Турции. С 1988 по 1996 — начальник метизно-калибровочного цеха С 1996 по 2001 — заместитель начальника сталепрокатного производства Запсиба.